# ラ・コロナ
ラ・コロナ（La Corona）はグアテマラ、ペテン県北西部にある古代マヤの遺跡。
1997年にはじめてその存在が知られた。規模は小さいが多数の遺物が残る。

## ラ・コロナの再発見と「Q遺跡」
1960年代に、各地の美術館に共通の特徴をもつ、明らかに略奪者によって売られたマヤの遺物が出現した。1970年代にピーター・マシューズがこれらの遺物をはじめて研究し、遺物の出所を仮に「Q遺跡」(site Q)と名付けた。マシューズの研究は長く未公刊だったがマヤ研究者の間ではよく知られ、それがどの遺跡であるのかは長年の問題だった。その後マヤ文字の解読が進むにつれ、Q遺跡の碑文に出現する人名が既知のどの遺跡のものとも異なっていることが明らかになり、謎はかえって深まった。
1997年5月、イアン・グレアムとデイヴィッド・ステュアートらはチョコプ川の上流で新たに発見された遺跡を調査し、Q遺跡と同じ支配者の名前が石碑に刻まれていることを発見した。5つの小ピラミッドの並び方が冠を思わせたため、遺跡はステュアートによってラ・コロナ（冠）と名付けられた。
ラ・コロナの碑文は地名（サク・ニクテ）、支配者名（チャク・アカーチ・ユク）、支配者層の称号（サク・ワイス）などがQ遺跡のものと一致する。しかし、一部の学者は、ラ・コロナのような規模の小さな遺跡にこれほど立派な遺物があるのはおかしいとして、ラ・コロナをQ遺跡とする説を疑問視した。
その後、アメリカ合衆国とグアテマラの共同によるエル・ペルー調査の一環として、2005年にテュレーン大学のマルセロ・カヌートがラ・コロナの盗掘跡の調査を行い、Q遺跡のものと一致する石板を発見した。これによってラ・コロナがQ遺跡であることは確実になった。

## 遺跡
ラ・コロナは小さな遺跡としては珍しく、彫刻を施された石板や、碑文を刻んだ階段を持つ。カラクムルとの婚姻による同盟関係、球戯に関する記述、蛇王国（カラクムル）の王の直接の来訪などを記している。カヌートによればラ・コロナが南北交易路の要所であったため、蛇王国は婚姻関係や来訪によってラ・コロナを熱心にその影響下に置こうとした。

## 歴史
マルセロ・カヌートとトマス・バリエントス・ケサダによるラ・コロナ考古学プロジェクト(PRALC)の調査によれば、ラ・コロナの王朝は314年に開かれた。520年に蛇王国との最初の婚姻関係を持った。
544年の日付のある祭壇が2018年にラ・コロナから発見された。そこにはラ・コロナのチャック・トック・イチャーク王と、双頭の蛇から伸びる守護神が描かれており、当時の蛇王国の首都であったツィバンチェや、やはりチャック・トック・イチャークに支配されていたエル・ペルーとラ・コロナとの関係を示すもので、蛇王国がティカル周辺の小国と同盟を結んでいき、最終的に562年にティカルを破って低地マヤに覇権を唱えるようになる過程を示す資料と考えられるという。
625年にサク・マースが王に即位すると、さかんに碑文を刻むようになった。
695年にティカルがカラクムルを破り、8世紀前半にはナランホやエル・ペルーもティカルの手に落ちるなど、カラクムルと同盟していた都市は崩壊した。8世紀後半にラ・コロナは廃棄された。